# 天主教甲万那端教区
天主教甲万那端教区 （拉丁語：Dioecesis Cabanatuanensis）是菲律賓一個羅馬天主教教區，屬天主教仁牙因-达古潘总教区。轄區包括新怡詩夏省南部。
2006年有教友930,000人、25個堂區、54名司鐸。教區主教索夫羅尼奧‧班庫德。
1963年2月16日升為教區。